# UCI-Mountainbike-Eliminator-Weltcup 2020
Der UCI-Mountainbike-Eliminator-Weltcup 2020 wurde durch die Union Cycliste Internationale und City Mountainbike veranstaltet. Der Ablauf wurde durch die Corona-Pandemie erheblich behindert, letztlich wurde kein Gesamtklassement ermittelt.

## Ablauf
Der Weltcup war ursprünglich mit sieben Läufen von März bis September geplant. Mit der Auftaktveranstaltung in Dubai hätte erstmals ein Rennen in Asien stattfinden sollen, das aber kurzfristig wegen des Pandemie-Ausbruchs abgesagt wurde. Auch die übrigen bis August vorgesehenen Runden fielen nach und nach dem Pandemiegeschehen zum Opfer. Im Juli wurde ein neuer Kalender vorgestellt, mit neuen Daten für alle sieben Läufe. Auch dieser erwies sich angesichts der in Europa einsetzenden zweiten Pandemie-Welle als nicht haltbar, nur zwei Wochen darauf wurde das Event in Graz abgesagt, gefolgt von denen in Villard-de-Lans sowie Valkenswaard und Winterberg. Nur zwei Runden konnten wie geplant stattfinden:
- Waregem: 20. September
- Barcelona: 14. November

Als die nunmehr als Schlussveranstaltung vorgesehene Runde von Dubai erneut abgesagt werden musste, wurde auch das Gesamtklassement annulliert. Es gab daher 2020 nur zwei einzelne Rennen, aber keine Gesamtweltcupsieger.

## Männer
| # | Datum         | Ort       | Erster         | Zweiter        | Dritter           |
| - | ------------- | --------- | -------------- | -------------- | ----------------- |
| 1 | 20. September | Waregem   | Jeroen van Eck | Hugo Briatta   | Simon Gegenheimer |
| 2 | 14. November  | Barcelona | Jeroen van Eck | Lorenzo Serres | Simon Gegenheimer |

## Frauen
| # | Datum         | Ort       | Erste        | Zweite            | Dritte          |
| - | ------------- | --------- | ------------ | ----------------- | --------------- |
| 1 | 20. September | Waregem   | Gaia Tormena | Coline Clauzure   | Didi de Vries   |
| 2 | 14. November  | Barcelona | Gaia Tormena | Marion Fromberger | Sara Gay Moreno |